# Zypern-Cup 2013
Der Zypern-Cup 2013 war die 6. Ausspielung des seit 2008 alljährlich ausgetragenen Frauenfußballturniers für Nationalmannschaften und fand vom 3. bis 14. März 2013 wie zuvor an verschiedenen Spielorten in der Republik Zypern statt. Das Turnier wurde vom englischen, niederländischen und schottischen Verband organisiert. Titelverteidiger Frankreich, der im Vorjahr das Finale gegen Kanada mit 2:0 gewonnen hatte, hat seine Teilnahme direkt nach der Auslosung zur diesjährigen Europameisterschaft zurückgenommen, weil in Zypern zu vielen europäischen Mannschaften teilnehmen.
Spielorte waren das GSP-Stadion in Nikosia, das GSZ-Stadion in Larnaka sowie das Tasos Markou in Paralimni.

## Modus
An dem Turnier nahmen zwölf Nationalmannschaften teil. Die acht am höchsten eingeschätzten Mannschaften bildeten die Gruppen A und B, die vier schwächeren Mannschaften die Gruppe C. Zuerst spielten die Teams in ihrer Gruppe jeder gegen jeden um die Platzierung. Dabei ist zunächst die beste Punktzahl, dann der direkte Vergleich und erst danach die Tordifferenz für die Platzierung entscheidend. Danach wurde wie folgt verfahren:
- Spiel um Platz 11: Die dritt- und viertplatzierte Mannschaft der Gruppe C.
- Spiel um Platz 9: Die zweitplatzierte Mannschaft der Gruppe C gegen die schlechtere viertplatzierte Mannschaft der Gruppen A oder B.
- Spiel um Platz 7: Sieger der Gruppe C gegen die bessere viertplatzierte Mannschaft der Gruppen A oder B.
- Spiel um Platz 5: Die drittplatzierten Mannschaften der Gruppen A und B.
- Spiel um Platz 3: Die zweitplatzierten Mannschaften der Gruppen A und B.
- Endspiel: Die Sieger der Gruppen A und B spielen um den Turniersieg.

Stand es nach der regulären Spielzeit der Platzierungsspiele unentschieden, folgte keine Verlängerung, sondern direkt im Anschluss ein Elfmeterschießen.
Da die FIFA die Spiele als "Freundschaftsspiele" einstufte, durfte jede Mannschaft pro Spiel sechs Auswechslungen vornehmen.

## Das Turnier

### Gruppenphase

#### Gruppe A
| Pl. | Land       | Sp. | S | U | N | Tore    | Diff. | Punkte |
| --- | ---------- | --- | - | - | - | ------- | ----- | ------ |
| 1.  | England    | 3   | 2 | 1 | 0 | 011:700 | +4    | 07     |
| 2.  | Neuseeland | 3   | 2 | 0 | 1 | 004:300 | +1    | 06     |
| 3.  | Schottland | 3   | 1 | 1 | 1 | 006:600 | ±0    | 04     |
| 4.  | Italien    | 3   | 0 | 0 | 3 | 003:800 | −5    | 0      |

|                     |   |            |           |
| 6. März in Nikosia  |   |            |           |
| Neuseeland          | – | Schottland | 1:0 (1:0) |
| 6. März in Nikosia  |   |            |           |
| England             | – | Italien    | 4:2 (3:2) |
| 8. März in Larnaka  |   |            |           |
| Neuseeland          | – | Italien    | 2:0 (0:0) |
| 8. März in Larnaka  |   |            |           |
| Schottland          | – | England    | 4:4 (1:2) |
| 11. März in Larnaka |   |            |           |
| England             | – | Neuseeland | 3:1 (0:1) |
| 11. März in Nikosia |   |            |           |
| Italien             | – | Schottland | 1:2 (0:1) |

#### Gruppe B
| Pl. | Land        | Sp. | S | U | N | Tore    | Diff. | Punkte |
| --- | ----------- | --- | - | - | - | ------- | ----- | ------ |
| 1.  | Kanada      | 3   | 3 | 0 | 0 | 005:100 | +4    | 09     |
| 2.  | Schweiz     | 3   | 1 | 1 | 1 | 004:500 | −1    | 04     |
| 3.  | Niederlande | 3   | 0 | 2 | 1 | 002:300 | −1    | 02     |
| 4.  | Finnland    | 3   | 0 | 1 | 2 | 004:600 | −2    | 01     |

|                     |   |             |           |
| 6. März in Larnaka  |   |             |           |
| Kanada              | – | Schweiz     | 2:0 (1:0) |
| 6. März in Larnaka  |   |             |           |
| Finnland            | – | Niederlande | 1:1 (1:0) |
| 8. März in Nikosia  |   |             |           |
| Schweiz             | – | Niederlande | 1:1 (1:1) |
| 8. März in Nikosia  |   |             |           |
| Finnland            | – | Kanada      | 1:2 (1:2) |
| 11. März in Larnaka |   |             |           |
| Finnland            | – | Schweiz     | 2:3 (2:2) |
| 11. März in Nikosia |   |             |           |
| Niederlande         | – | Kanada      | 0:1 (0:1) |

#### Gruppe C
| Pl. | Land       | Sp. | S | U | N | Tore    | Diff. | Punkte |
| --- | ---------- | --- | - | - | - | ------- | ----- | ------ |
| 1.  | Irland     | 3   | 2 | 1 | 0 | 006:100 | +5    | 07     |
| 2.  | Südkorea   | 3   | 2 | 1 | 0 | 005:000 | +5    | 07     |
| 3.  | Südafrika  | 3   | 1 | 0 | 2 | 002:400 | −2    | 03     |
| 4.  | Nordirland | 3   | 0 | 0 | 3 | 002:100 | −8    | 0      |

|                       |   |            |           |
| 6. März in Paralimni  |   |            |           |
| Südkorea              | – | Südafrika  | 2:0 (1:0) |
| 6. März in Paralimni  |   |            |           |
| Irland                | – | Nordirland | 5:1 (2:0) |
| 8. März in Paralimni  |   |            |           |
| Irland                | – | Südafrika  | 1:0 (0:0) |
| 8. März in Paralimni  |   |            |           |
| Südkorea              | – | Nordirland | 3:0 (1:0) |
| 11. März in Paralimni |   |            |           |
| Südafrika             | – | Nordirland | 2:1 (0:0) |
| 11. März in Paralimni |   |            |           |
| Südkorea              | – | Irland     | 0:0       |

### Platzierungsspiele
Spiel um Platz 11
|                       |   |            |                      |
| 13. März in Paralimni |   |            |                      |
| Südafrika             | – | Nordirland | 1:1 (0:1), 5:4 i. E. |

Spiel um Platz 9
|                     |   |         |           |
| 13. März in Larnaka |   |         |           |
| Südkorea            | – | Italien | 0:1 (0:0) |

Spiel um Platz 7
|                       |   |          |           |
| 13. März in Paralimni |   |          |           |
| Irland                | – | Finnland | 0:1 (0:1) |

Spiel um Platz 5
|                     |   |             |           |
| 13. März in Nikosia |   |             |           |
| Schottland          | – | Niederlande | 1:0 (1:0) |

Spiel um Platz 3
|                     |   |         |           |
| 13. März in Larnaka |   |         |           |
| Neuseeland          | – | Schweiz | 2:1 (0:1) |

### Finale
| England                                | England | Kanada | Kanada |
| -------------------------------------- | --- | --- | ------ |
| England                                | \| 13. März 2013 in Nikosia (GSP-Stadion) \| \| Ergebnis: 1:0 (0:0) \| \| Zuschauer: 200 \| \| Spielbericht \| | \| 13. März 2013 in Nikosia (GSP-Stadion) \| \| Ergebnis: 1:0 (0:0) \| \| Zuschauer: 200 \| \| Spielbericht \| | Kanada |
| England                                | Karen Bardsley • Alex Scott, Steph Houghton (46. Dunia Susi), Sophie Bradley (46. Jordan Nobbs), Casey Stoney (69. Laura Bassett) • Anita Asante, Jill Scott, Rachel Yankey, Fara Williams • Eniola Aluko (46. Karen Carney, 59. Jessica Clarke), Ellen White (71. Rachel Williams) Cheftrainerin: Hope Powell | Erin McLeod • Carmelina Moscato (79. Ashley Lawrence), Rhian Wilkinson (79. Emily Zurrer), Desiree Scott, Lauren Sesselmann • Diana Matheson, Sophie Schmidt (39. Kaylyn Kyle), Kadeisha Buchanan, Adriana Leon (59. Christina Julien) • Christine Sinclair , Jonelle Filigno (80. Robyn Gayle) Cheftrainer: John Herdman ( England) | Kanada |
| England                                | 1:0 Rachel Yankey (70.) | | Kanada |
| England                                | Fara Williams (88.) | Carmelina Moscato (31.), Kaylyn Kyle (54.), Kadeisha Buchanan (60.) | Kanada |
| 13. März 2013 in Nikosia (GSP-Stadion) | | |        |
| Ergebnis: 1:0 (0:0)                    | | |        |
| Zuschauer: 200                         | | |        |
| Spielbericht                           | | |        |